# 488
Năm 488 là một năm trong lịch Julius.